# Hussein Khodja
Ne doit pas être confondu avec Hussein Khouja.
Hussein Khodja (arabe : حسين خوجة), né à Favignana et mort en 1857 à Tunis, est un homme politique tunisien. Né Giuseppe Certa, il est aussi connu sous le titre de Hussein Bach Mamlouk. 

## Biographie
Capturé sur l'île de Favignana, au large de la Sicile, par des corsaires tunisiens et offert au ministre Youssef Saheb Ettabaâ, il est élevé au sein du sérail du ministre, dans la religion du pays. Il acquiert une solide formation au contact de professeurs réputés, collaborateurs de son maître, dont il devient le lieutenant.
Au lendemain de la chute du ministre en 1815, il passe au service du prince Hussein comme bach-mamelouk, soit chef de sa garde privée composée uniquement de mamelouks. Hussein, encore prince héritier, lui accorde la main de sa fille.
Le souverain Mahmoud Bey, père d'Hussein, le choisit comme principal ministre en 1822, après l'exécution de l'ancien homme fort de la cour, Mohamed Arbi Zarrouk Khaznadar ; il est confirmé à son poste par Hussein lorsque celui-ci monte sur le trône en 1824. Il fait alors figure d'un parfait courtisan mais d'un piètre administrateur, allié au riche fermier fiscal de l'État, Mahmoud Djellouli. Malgré cela, il reste un intellectuel et dépense beaucoup pour garnir sa riche bibliothèque qui enrichit par la suite celle de la mosquée Zitouna. Le bey lui confie également la gestion de ses biens personnels et des opérations d'exportation d'huile d'olive en partenariat avec Djellouli mais, lors de la sécheresse qui touche le pays, il se retrouve à la merci des nombreux créanciers européens qui lui avaient acheté de grandes quantités d'huile en avance, par le biais d'un procédé commercial très risqué. Il est alors écarté du pouvoir en 1829 et remplacé par l'ambitieux garde des sceaux, Chakir Saheb Ettabaâ, dont l'influence devient prépondérante sur le souverain. Les biens de Khodja sont confisqués par le bey qui le fait assigner à résidence dans l'un des appartements du palais du Bardo. Il reste sans fonction officielle à la cour jusqu'à sa mort en 1857.